# GVV Be Quick in het seizoen 1960/61
Het seizoen 1960/1961 was het zevende jaar in het bestaan van de Groninger betaaldvoetbalclub Be Quick. De club kwam uit in de Eerste divisie B en eindigde daarin op de 11e plaats. Tevens deed de club mee aan het toernooi om de KNVB beker, hierin werd de club in de eerste ronde uitgeschakeld door GVAV (2–4).

## Wedstrijdstatistieken

### Eerste divisie B
|       | Blauw-Wit | DHC   | EBOH  | Eindhoven | Excelsior | Go Ahead | 't Gooi | Heerenveen | Helmond | Heracles | RCH   | SHS   | Sittardia | SVV   | VSV   | Wageningen | ZFC   |
| ----- | --------- | ----- | ----- | --------- | --------- | -------- | ------- | ---------- | ------- | -------- | ----- | ----- | --------- | ----- | ----- | ---------- | ----- |
| Thuis | 2 – 2     | 1 – 2 | 4 – 1 | 2 – 6     | 0 – 0     | 5 – 2    | 6 – 1   | 1 – 1      | 1 – 1   | 2 – 1    | 3 – 1 | 0 – 3 | 4 – 4     | 2 – 2 | 2 – 6 | 4 – 3      | 3 – 1 |
| Uit   | 4 – 1     | 0 – 0 | 1 – 3 | 2 – 1     | 1 – 5     | 5 – 1    | 1 – 2   | 4 – 0      | 1 – 0   | 2 – 2    | 3 – 0 | 2 – 3 | 2 – 2     | 2 – 0 | 2 – 1 | 3 – 2      | 2 – 0 |

### KNVB beker
| Groepsfase                                              | Be Quick                                       | 1 – 1 (1 – 0) | GVAV                                                                               |
| 14 augustus 1960 Plaats: Groningen Esserberg            | Klaas Nuninga 15'                              |               | 75' Piet Fransen                                                                   |
| Groepsfase                                              | Zwartemeer                                     | 3 – 3 (0 – 2) | Be Quick                                                                           |
| 24 augustus 1960 Plaats: Klazienaveen Mr. Ovingstraat   | Tonny Roosken –', –' Job Drent                 |               | Gerard Oosterloo –', 53' Dré Woest                                                 |
| Groepsfase                                              | Be Quick                                       | 1 – 1 (0 – 0) | Veendam                                                                            |
| 18 september 1960 Plaats: Groningen Esserberg           | Nico Engelander 60'                            |               | 88' Tiddo van der Ark                                                              |
| Groepsfase                                              | Germanicus                                     | 0 – 9 (0 – 5) | Be Quick                                                                           |
| 12 februari 1961 Plaats: Coevorden Sportpark de Pampert |                                                |               | –', –', –', –' Richard Brousek –', –', –' Klaas Nuninga Gerard Oosterloo Dré Woest |
| 1e ronde                                                | Be Quick                                       | 2 – 4 (1 – 1) | GVAV                                                                               |
| 29 april 1961 Plaats: Groningen Esserberg               | Rob Oosterhuis 30' (pen.) Gerard Oosterloo 48' |               | 34' Piet Fransen 65' Bé Kuiper Henk Meuken Jan Groninger                           |

## Statistieken Be Quick 1960/1961

### Eindstand Be Quick in de Nederlandse Eerste divisie B 1960 / 1961
| Stand | Gespeeld | Gewonnen | Gelijk | Verloren | Punten | Doelpunten voor | Doelpunten tegen |
| ----- | -------- | -------- | ------ | -------- | ------ | --------------- | ---------------- |
| 11e   | 34       | 11       | 9      | 14       | 31     | 65              | 74               |

### Topscorers
| #                 | Naam             | Goal |
| ----------------- | ---------------- | ---- |
| 1.                | Richard Brousek  | 19   |
| 2.                | Klaas Nuninga    | 18   |
| 3.                | Herman Mengerink | 5    |
| 4.                | Gerard Oosterloo | 4    |
| 5.                | H. Kramer        | 3    |
| 5.                | Fré Mensinga     | 3    |
| 5.                | Dirk Roelfsema   | 3    |
| 8.                | Nico Engelander  | 2    |
| 8.                | Ap Hansems       | 2    |
| 8.                | Ton Lupker       | 2    |
| 8.                | Dré Woest        | 2    |
| 12.               | Fré van Donderen | 1    |
| Onbekend doelpunt |                  |      |
| –                 | Onbekend         | 1    |
| Totaal            | Totaal           | 65   |

| #      | Naam             | Goal |
| ------ | ---------------- | ---- |
| 1.     | Richard Brousek  | 4    |
| 1.     | Klaas Nuninga    | 4    |
| 3.     | Gerard Oosterloo | 3    |
| 4.     | Dré Woest        | 2    |
| 5.     | Nico Engelander  | 1    |
| 5.     | Rob Oosterhuis   | 1    |
| Totaal | Totaal           | 15   |